# Boğaziçi Lokantası

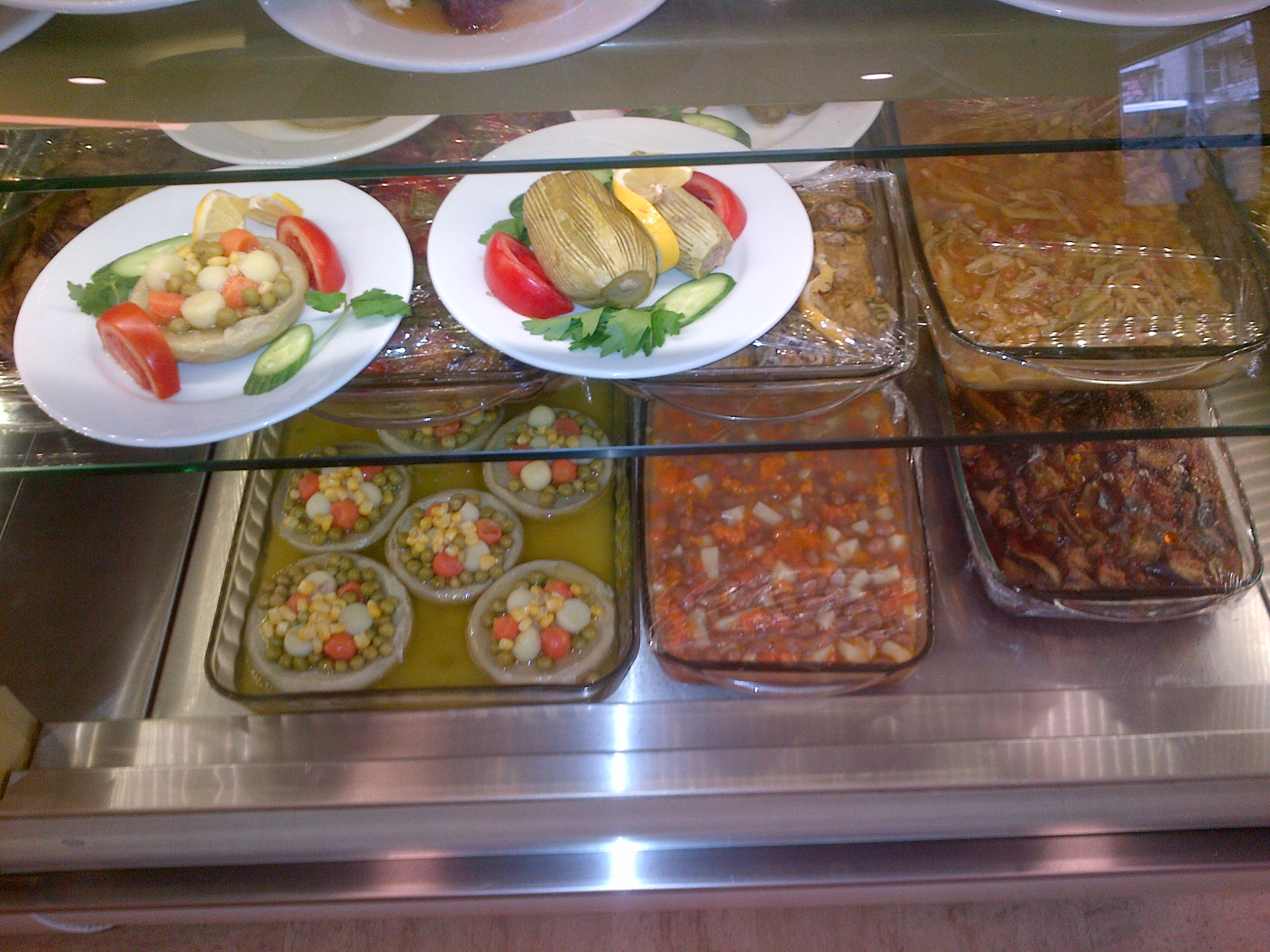
"Zeytinyağlılar" (entrants freds amb oli d'oliva) a Boğaziçi Lokantası.

Boğaziçi Lokantası (en turc significa Restaurant Bòsfor) és un esnaf lokantası, o un restaurant de mercat a l'Avinguda Denizciler, a Ulus, Ankara, Turquia.
Establert l'any 1956, Boğaziçi Lokantası es troba entre els 10 millors "esnaf lokantası" de tota Turquia. És obert tots els dies de l'any i diàriament serveix al menú 50 varietats de plats, tots de la cuina turca. És famós pels seus plats de carn d'ovella i de xai com Ankara tava i és conegut per no usar la salça (excepte a l'hivern amb kuru fasulye) ni abusar dels tomàquets en els seus estofats com kuzu kapama i "etli lahana sarma" (sarma de col blanc amb carn, plat calent). Süleyman Demirel i Bülent Ecevit van ser uns dels seus comensals més habituals, Ecevit estimava el kuru fasulye amb pilav i turşu, mentre Demirel preferia Ankara tava.
Just després del Restaurant Washington (establert l'any 1955), Boğaziçi Lokantası és el més antic restaurant d'Ankara.
Boğaziçi Lokantası apareix també a la guia culinària Frommer's Turkey.